# 南洋书院

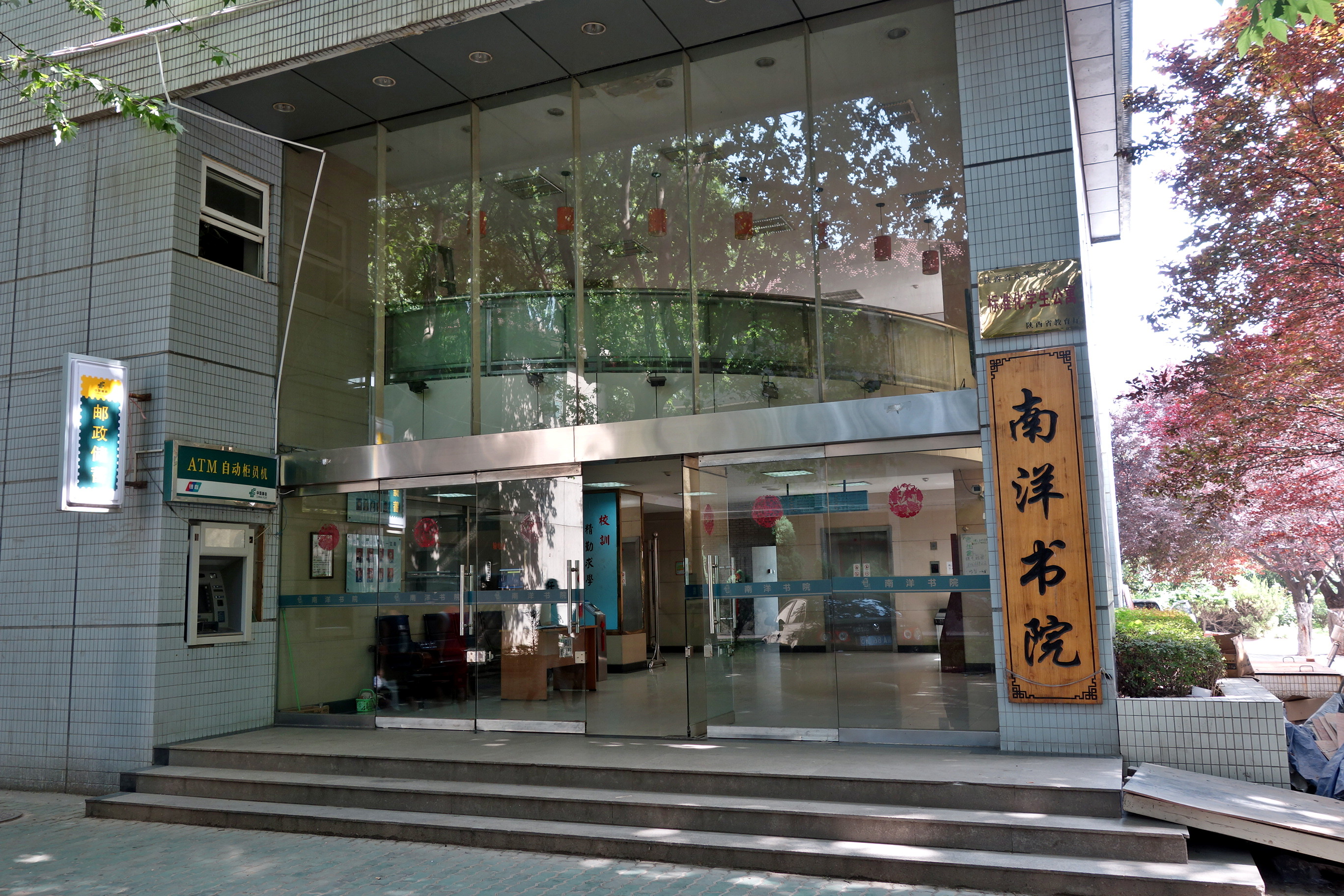
南洋书院

南洋书院（Nanyang College）是西安交通大学的八个本科书院之一，成立于2008年9月。书院取交通大学前身南洋公学的“南洋”二字为名，院长为前香港理工大学校长潘宗光教授。
南洋书院现有电气、电信、公管等学院本科生及西安交大少年班学生共约2400名，书院位于西安交大兴庆校区东区。

## 文化

### 理念
关于南洋书院的文化内涵建设，书院院长曾提出，当代大学生在学习先进科学知识的同时，也要注重学习中国传统文化精髓，并且希望南洋书院的文化内涵当中能够包含更多中国传统文化中的精粹。

## 现状
南洋书院包括了电气、电信、公管学院和少年班的本科生，不同专业本科生在书院中混合居住。具体包含的本科专业包括：
- 计算机科学与技术
- 电气工程
- 测控技术与仪器
- 行政管理
- 社会保障
- 少年班
- 生物医学工程
- 物联网

### 教导人员
南洋书院院长为原香港理工大学校长、化学家潘宗光教授。书院现有常任导师12人。

### 硬件设施

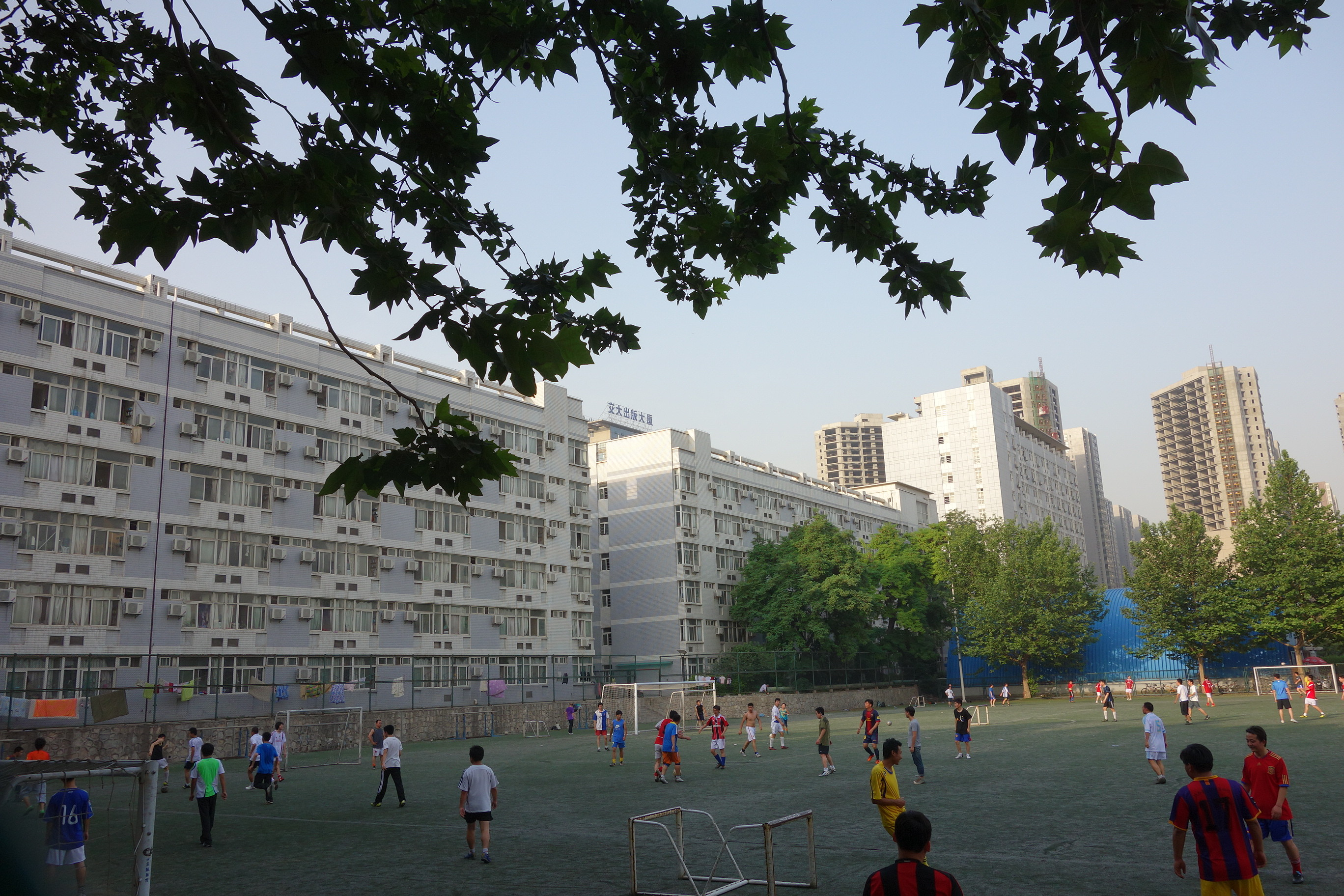
南洋书院的宿舍楼群，从左到右分别为「东 7」（女生宿舍楼）、「东 8」和「东 9」（男生宿舍楼）。

南洋书院包含位于兴庆校区东区东-7、东-8、东-9楼组成的宿舍楼群。宿舍楼中间和有阅览室、信息室、谈心室、健身房、学生社团室、小型会议室、学业导师室和兼职导师室等公共活动区域。2012年，经过五年筹划，学校与书院院长共同出资在东九楼顶层建设学生活动中心。

## 外部連結
1. 1 2  书院概况 （页面存档备份，存于），南洋书院。
2. ↑  潘宗光教授关注南洋书院文化建设 （页面存档备份，存于），中国大学生在线。
3. ↑  书院老师 （页面存档备份，存于），南洋书院。
4. ↑  交大最高海拔活动中心将在南洋书院建成 （页面存档备份，存于），e瞳网。

- 西安交通大学（页面存档备份，存于）
- 南洋书院 （页面存档备份，存于）
- 本科书院|南洋书院

34°14′32″N 108°59′13″E / 34.242122°N 108.986979°E